# Resistenza interna

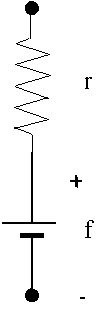
Disegno schematico di un generatore reale di f.e.m. con una resistenza interna

I fenomeni dissipativi elettrici all'interno di un generatore reale sono rappresentati con la cosiddetta resistenza interna cioè una resistenza in serie al generatore di tensione ideale come mostrato nella figura a fianco. Tale resistenza in qualche maniera tiene conto anche del fatto che i generatori reali sono limitati nella corrente massima che possono produrre. La resistenza interna è una approssimazione valida nel caso che il circuito sia lineare. Quando il generatore fornisce corrente, la f.e.m. misurata  è più bassa della tensione senza carico; la differenza è data dalla caduta di tensione ai capi della resistenza interna secondo la Legge di Ohm. Il concetto di resistenza interna è applicabile a tutte le sorgenti elettriche ed è utile per analizzare molti tipi di circuiti elettrici.
La misura della resistenza interna {\displaystyle r\ } può essere facilmente effettuata alimentando più carichi {\displaystyle R_{L}\ } noti e misurando i vari valori delle tensioni  {\displaystyle V_{L}\ }, infatti si ha che:
{\displaystyle V_{L}={\frac {f}{R_{L}+r}}R_{L}\ }

da cui possiamo ricavare la resistenza interna del generatore {\displaystyle r}
Se {\displaystyle R_{L}\gg r\ } possiamo trascurare {\displaystyle r} ed otterremo che:

{\displaystyle V_{L}=f}

{\displaystyle I_{L}=f/R_{L}}

Se {\displaystyle r=R_{L}} la tensione sul carico {\displaystyle R_{L}\ } è pari a {\displaystyle f/2}.
In realtà se la resistenza del carico diventa molto piccola o se si vuole la corrente fornita dal generatore troppo grande  l'approssimazione di una resistenza interna costante in genere non è più verificata.

La massima corrente teorica che un generatore può fornire è pari a {\displaystyle f/r\ }.

## Batterie
Le batterie possono essere approssimativamente schematizzate tramite una sorgente ideale di tensione con in serie una resistenza. La resistenza interna di una batteria dipende dalle sua dimensione, le sue proprietà chimiche, l'età, la temperatura e la corrente fornita.
La misura della resistenza interna di una batteria è una misura delle sue condizioni. La  resistenza interna dipende dalla temperatura: ad esempio una batteria alcalina nuova E91 AA la resistenza interna diminuisce da  0,9 ohm a -40 °C a circa 0,1 ohm a 40 °C.
La resistenza interna aumenta con l'invecchiamento della batteria, ma per la maggior parte delle batterie va da frazioni di ohm a pochi ohm. Durante l'uso la tensione delle batterie monouso diminuisce fino a un valore così basso che la batteria non può essere più utilizzata. In realtà la diminuzione di tensione è dovuta soprattutto dall'aumento della resistenza interna, oltre che dalla diminuzione della equivalente sorgente di tensione.